# Мисиков, Темболат Тепсарикоевич
Темболат Тепсарикоевич Мисиков (осет. Мысыкаты Тепсарыхъойы фырт Темболат, 29 июня [11 июля] 1875, Брут — 26 мая 1962, Беслан, Северо-Осетинская АССР) — осетинский народный сказитель, музыкант.

## Биография
Родился в 1875 году в горном селе Средний Тменикау (осет. Астæуккаг-Тменыхъæу; ныне — в Пригородном районе Северной Осетии), ко времени переписи 1886 года, его отец уже обосновался со своей семьёй в с. Брут. Поступил и окончил кадетское училище, затем в составе казачьих войск участвовал в Русско-японской войне 1904—1905 гг.

## Творчество
С пятнадцати лет Темболат умел виртуозно играть на осетинской лире (хъисын фандыр), его первым учителем был именитый и талантливый сказитель Иналдыко Каллагов из с. Джимара. Сам Иналдыко унаследовал древние сказания и песни от сказителя Гоба Дзанагова из с. Джимара и известного охотника Дзотдза Зораева из с. Сба. Таким образом творчество Иналдыко Каллагова своими корнями уходит далеко в древность, к особому варианту нартовских сказаний, который условно можно назвать «даргавским» или «кобанским». Кроме исполнения Нартовского эпоса, он прославился как выдающийся певец и сочинитель народных песен. С его слов были записаны не менее двадцати оригинальных нартовских сказаний и шестидесяти народных песен. Другими источниками народного фольклора стали для Темболата житель с. Брут Бибо Цахилов, прославившийся своими душевными песнями и старинными сказаниями, Рамон Дзузов из с. Н. Саниба, от которого он услышал музыку к сказанию о Батразе, а также Бечыр Бицаев из с. Эльхотово, от которого он унаследовал «Кадæг о нартовской Азаухан». Все это фольклорное наследие получило развитие в творчестве Темболата Мисикова. Темболат умел исполнять осетинские народные мелодии на классической итальянской скрипке с использованием лишь двух струн.

## Наследие
Сохранению устного творчества Темболата содействовал известный музыкант и композитор Виктор Исидорович Долидзе (1890—1933). Во время частых поездок по Осетии для сбора и записи осетинского фольклора, Долидзе уделил внимание и творчеству Темболата Мисикова. Он неоднократно приезжал в с. Брут записывать его мелодии и сказания на фонограф. Благодаря деятельности Долидзе тексты и мелодии Темболата сохранились не только записанными на бумаге (партитуры хонгæ кафт, зилгæ кафт, симд), но и запечатленными на виниловых пластинках. Благодаря научной деятельности Б. А. Альборова, в архиве Северо-Осетинского института гуманитарных и социальных исследований им. В. А. Абаева хранятся записи двадцати оригинальных сказаний и сказок записанных научными сотрудниками со слов Темболата Мисикова. В Краеведческом музее имени К. Л. Хетагурова, также хранятся его скрипка и национальный костюм, в котором он выступал перед слушателями. В личном архиве Д. М. Дзлиевой хранятся партитуры музыки к танцам, Тымбыл цагъд и Ханты цагъд (для осетинской лиры хъисын фæндыр), а также звуковая запись исполнения Ханты цагъд 1949 г.

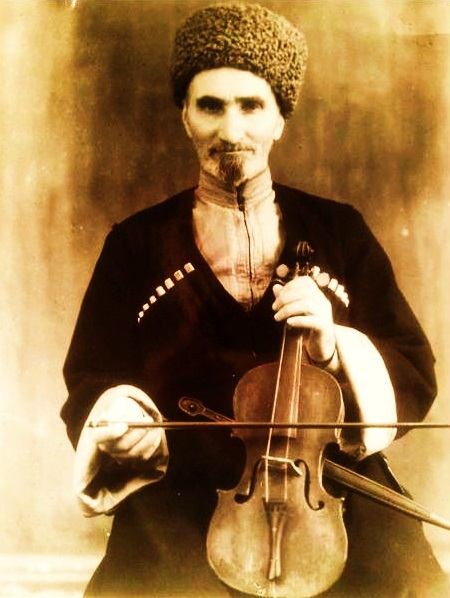
Mysykkaty Tembolat, rhapsode of Ossetian Narts sagas

## Сказания, сказки и песни
- Кадаг о нарте Урызмаге
- Кадаг о нарте Урызмаге и одноглазом уаиге
- Сказание о Нарте Батразе
- Сказание о Нарте Сауае
- Сказание о сыне одинокого
- Кадаг об Азаухан
- Сказка о Матере сирот
- Сказка о бедняке
- Сказка о хитром молодце
- Сказка о матери желающей убить сына
- Сказка о молодце и дочери Солнца
- Притча о женском уме
- Песнь об Асланбеке